# Erik Magnusson (Örnfot)
Erik Magnusson (Örnfot), född på 1400-talet, död på 1400-talet, var en svensk riddare och riksråd.

## Biografi
Erik Magnusson (Örnfot) var son till riksrådet Magnus Eriksson (Örnfot) och Kristina Pedersdotter (stjärna). Han nämns första gången 1439 och var från 1 februari 1454 riddare. Erik Magnusson nämns bland rikets råd och män 1471 och var från 1473 riksråd. Han nämns sista gången 8 september 1473.

### Egendom
Erik Magnusson sätesgård var Konungsund i Konungsunds socken. Han ägde jord i Göstrings härad och Vadstena stad i Östergötland..

### Familj
Erik Magnusson var 1469 gift med Jönsdotter, dotter till Jöns Bengtsson (Lejonansikte) och Katarina Magnusdotter (hästhuvud).
Han gifte sig andra gången 3 februari 144 med Elisiv Pedersdotter, dotter till riddaren Peder Åkeson (Hegle) och Märta Nilsdotter (Hammerstaätten). De fick tillsammans dottern Kristina Eriksdotter som var gift med riddaren och lagmannen Knut Eskilsson (Banér).